# Rhagodixa transjordania
Espèce
Rhagodixa transjordania est une espèce de solifuges de la famille des Rhagodidae.

## Distribution
Cette espèce est endémique de Jordanie. Elle se rencontre vers Mafraq.

## Étymologie
Son nom d'espèce lui a été donné en référence au lieu de sa découverte, la Transjordanie.

## Publication originale
- Turk, 1960 : On some sundry species of solifugids in the collection of the Hebrew University of Jerusalem. Proceedings of the Zoological Society of London, vol. 135, p. 105-124.